# Relations entre l'Égypte et la Syrie
Les relations entre l'Égypte et la Syrie sont les relations internationales entre la république arabe d'Égypte et la Syrie. L'Égypte dispose d'une ambassade à Damas, et la Syrie d'une ambassade au Caire.